# Тошихиро Јамагучи
Тошихиро Јамагучи (јап. 山口 敏弘; 19. новембар 1971) бивши је јапански фудбалер.

## Каријера
Током каријере је играо за Гамба Осака, Кјото Санга и Санфрече Хирошима.

## Репрезентација
За репрезентацију Јапана дебитовао је 1994. године. За тај тим је одиграо 4 утакмице.

## Статистика
| Јапан  | Јапан   | Јапан  |
| Година | Наступи | Голови |
| ------ | ------- | ------ |
| 1994.  | 2       | 0      |
| 1995.  | 2       | 0      |
| Укупно | 4       | 0      |